# Luca Protopopescu
Luca Protopopescu est un jeune prodige des échecs français né le 27 mars 2016. Numéro un mondial des moins de 8 ans, 9 ans puis 10 ans, il est connu internationalement depuis le 1er avril 2025, en devenant alors le plus jeune joueur de l'histoire des échecs à dépasser le seuil de 2200 points Elo, à l'âge de 9 ans et 5 jours.

## Carrière
En 2020, à l'âge de 4 ans, peu après avoir appris les règles du jeu d'échecs en mars 2020 pendant le premier confinement lié à la pandémie de Covid-19, il devient licencié de la Fédération française des échecs en s'inscrivant au club Marseille-Échecs.
En 2023, il est champion du monde des moins de 8 ans, puis vice-champion d'Europe des moins de 8 ans,. 
En avril 2024, il est champion de France des jeunes des moins de 8 ans,.
A partir de septembre 2024, il est entraîné dans son club par le grand maître international turc Mert Erdoğdu.
Début mars 2025, il crée la surprise en remportant le tournoi B (réservé aux joueurs de moins de 2200 Elo) de l'Open international de Cannes. Fin mars 2025, il devient sponsorisé par l'entrepreneur turc Evren Üçok, co-fondateur de Trendyol (en).
Le 1er avril 2025 , après avoir été classé numéro un mondial des moins de 8 ans, des moins de 9 ans puis des moins de 10 ans, il devient le plus jeune joueur de l'histoire des échecs à dépasser le seuil de 2200 points Elo à l'âge de 9 ans et 5 jours (notamment après avoir battu son ancien entraîneur, le maître international Guillaume Philippe, au tournoi de Hyères de février 2025, et après avoir remporté le tournoi B de l'Open international de Cannes), battant ainsi largement le précédent record établi par l'anglais Ethan Pang (en) en 2024 à l'âge de 9 ans et 103 jours.

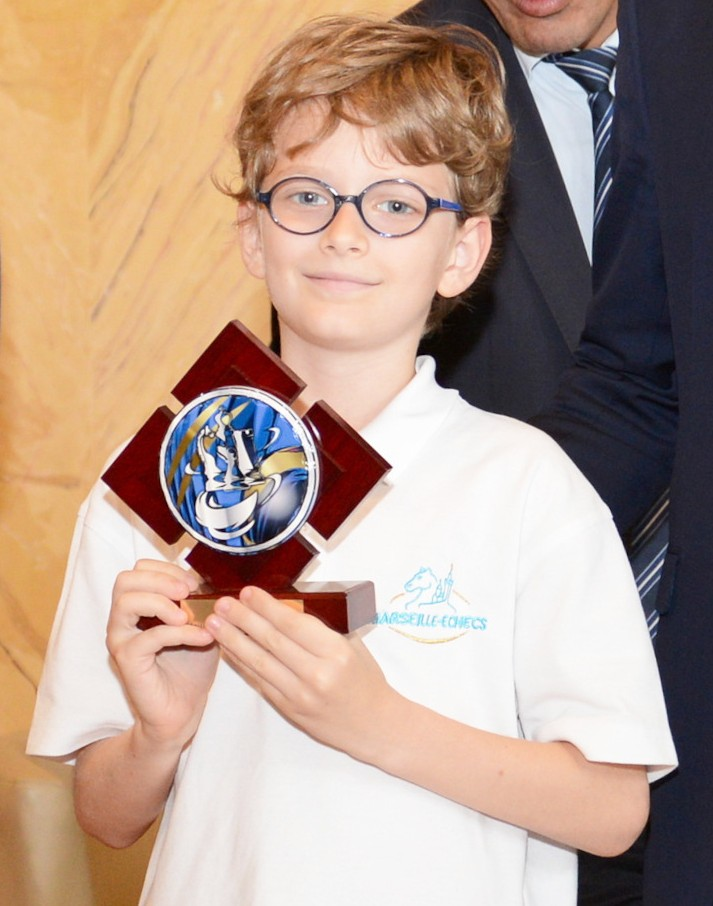
En juin 2025, avec son prix individuel du meilleur 7ème échiquier du Top Jeunes de la FFE, à la mairie du 15e arrondissement de Paris.

En mai 2025, il devient champion de France des jeunes des moins de 10 ans en cadence classique,, puis en juin il obtient la médaille d'or en individuel au Top Jeunes, en tant que meilleur 7ème échiquier de la compétition interclubs, et il devient également champion de France des moins de 10 ans en parties rapides, ainsi que vice-champion des moins de 10 ans en blitz. En juillet 2025, alors qu'il est largement en tête du classement mondial des moins de 10 ans avec 160 points Elo de plus que le second, il finit troisième de son groupe de qualification de la coupe du monde dans sa catégorie d'âge.